# M551謝里登輕型坦克
M551謝爾登（英語：M551 Sheridan）是一款由美國通用汽车公司研发的輕型戰車，專門作為空降部隊使用的空降戰車。得名於南北戰爭中的北軍騎兵名將菲利普·謝爾登。

## 設計

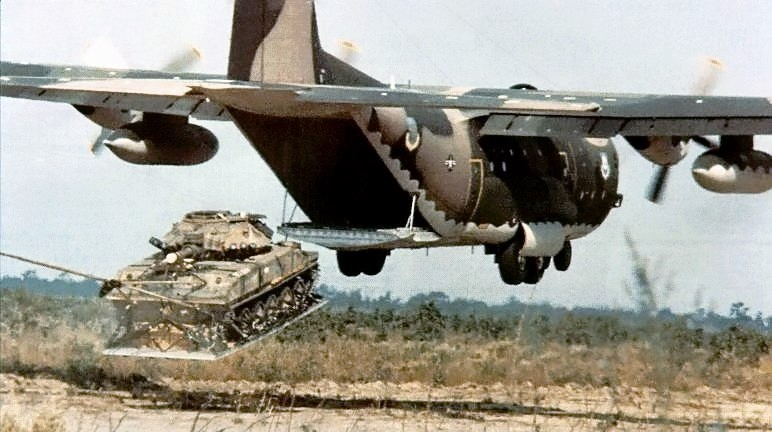
正從C-130運輸機在超低空投下的M551

M551車身以鋁合金作為主要結構，再於重要部位加上鋼裝甲補強，車身前方是駕駛，採用和M47巴頓戰車相同的對外觀察窗，車身有5對車輪，以扭力桿承載系統和車身相連，動力為通用汽車的6V-53T二衝程柴油發動機，M551的車身兩側看似垂直，但其實垂直的是一層強化塑膠，內裡的金屬結構是有一定斜角，車身中央是炮塔，炮塔採用鋼鐵焊接制成，為了配合空投，車重有所限制，為了增加砲塔防護力故而被設計成貝殼形，以其曲面弧度去令來襲炮彈滑開，炮塔雖小但卻可容納3人，車長和炮手在炮塔內右側而裝填手在左側，主炮和M60A2巴頓相同的152毫米口徑M81，此炮能發射多用途強壓彈HESH、榴彈、黃磷發煙彈和曳光彈，還能發射MGM-51A橡樹棍式反坦克导彈，次要武器是M73同軸機槍和在車頂的白朗寧M2重機槍。
M551其中一個重要設計要求是可以用C-130運輸機空運和空投，其空投有兩個方法：
其中一個是把M551固定在一個鋁質空投墊板上，墊板和另外8個直徑30米的投物傘和一個直徑5米的拖曳傘，空投時打開機尾門，先放出拖曳傘，拖曳傘在被風拉動下會拉動整個M551組件，M551組件離開飛機後在空中打開8頂投物傘。
另一個方法叫低空拖曳空投LAPES（Low Altitude Parachute Extraction System），M551同樣被固定在一個鋁質拖曳墊板之上，連結著3頂拖曳傘，空投機在離地祇有3米的超低空飛行，打開機尾門，M551與墊板會被3頂拖曳傘拉動約50米後停在地上。

## 實戰使用

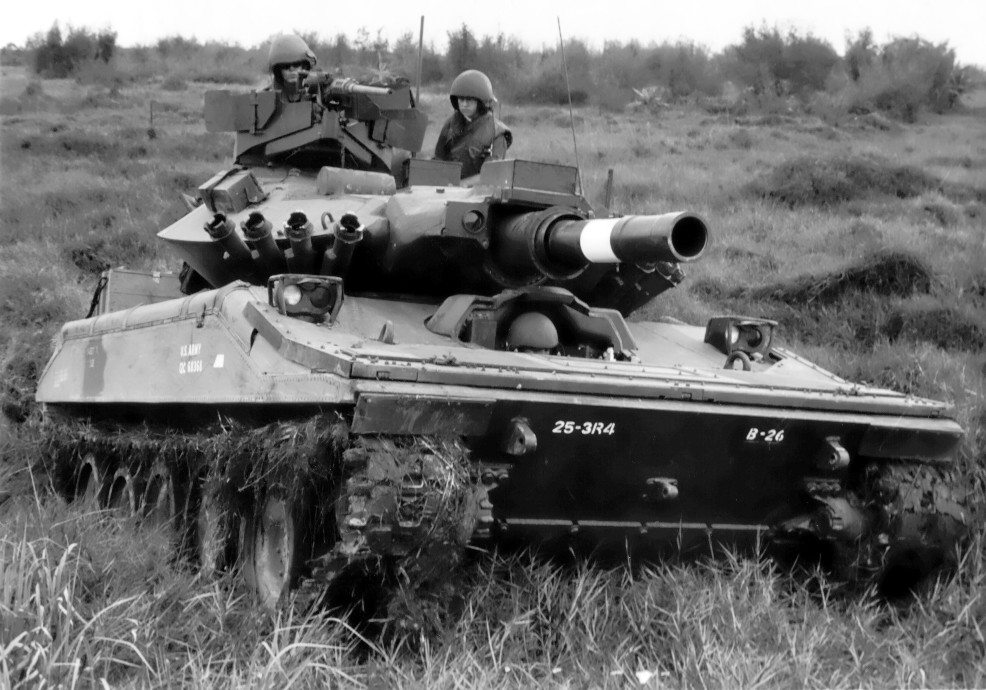
M551在越南

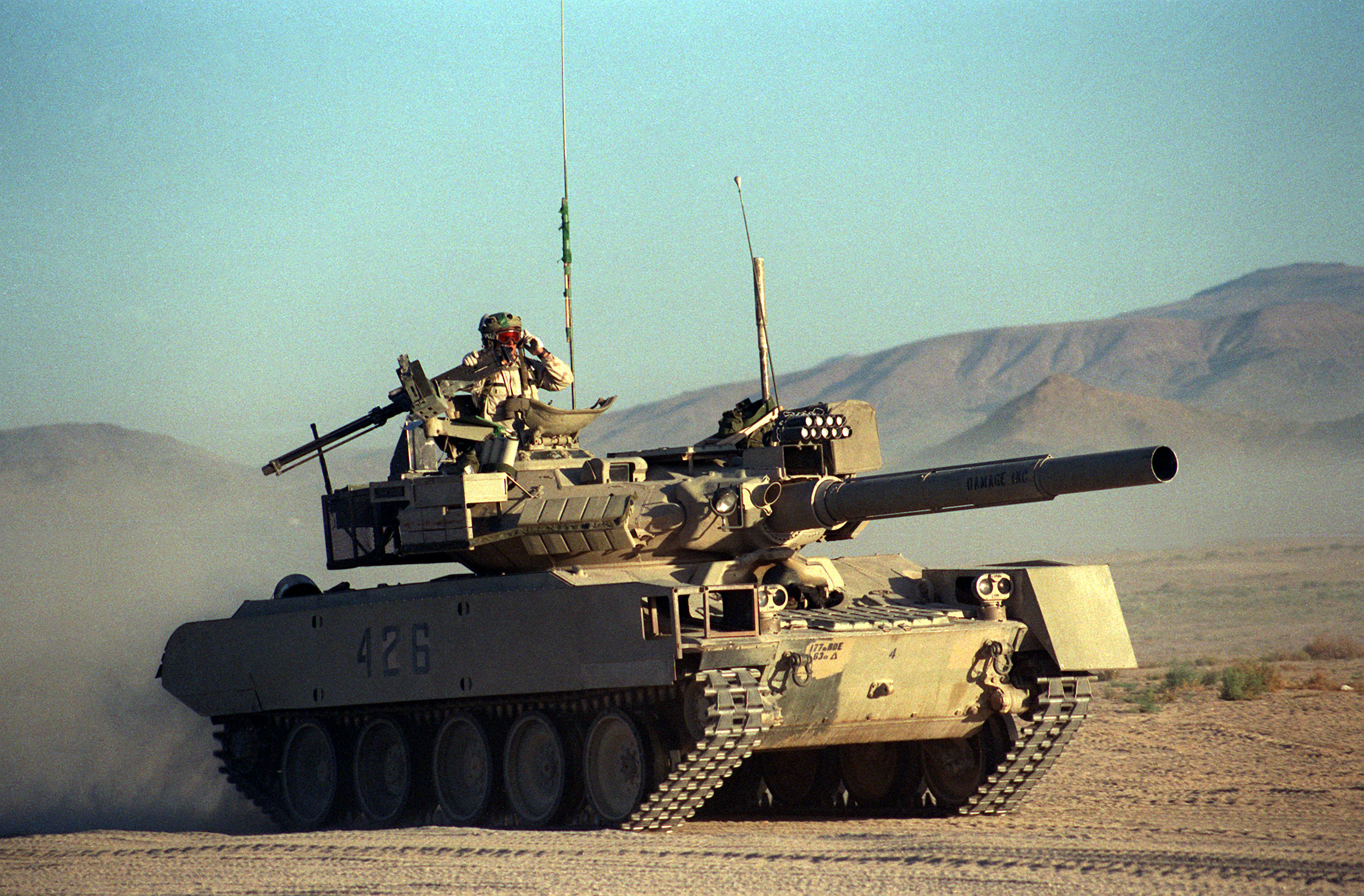
在演習中扮演蘇軍T-80的M551

1967年M551加入美軍用於裝甲偵察營和空降兵，1969年1月，M551來到越南參加越戰，由於在越南叢林當中橡樹棍反坦克飛彈無用武之地，故把其發射裝置拆除，車頂的防空機槍也加上防盾作保護，而在實戰當中發現M551的發動機和可燃式彈殼等方面皆有一定問題，故從1978年起M551單單配發於第82空降師，其餘全部停用，這些M551在加州訓練基地去模擬蘇軍坦克。
第82空降師的M551仍有部份參與1991年的波斯灣戰爭。

## 使用國家
- 美国

## 流行文化
- 在2004年推出的電腦遊戲戰地風雲:越南，選擇做美軍的玩家可以使用M551。
- 在2015年OB的電腦線上遊戲Armored Warfare，作為經銷商:Shishkin。
- 在2017年在線上遊線[戰車世界 World of tanks]的更新中，推出的10階美國輕型戰車，可裝配105或152砲彈。
- 線上遊戲WarThunder中作為美國線第六階輕戰車，可使用152口徑砲彈或橡樹棍反戰車飛彈
- 在2020年在線上遊線[戰車世界：閃擊戰 World of tanks:Blitz]的更新中，推出的10階美國輕型戰車，可使用152口徑硬式復合穿甲彈、橡樹棍反戰車飛彈(遊戲中顯示反戰車高爆彈)、高爆彈

## 外部連結
- 美國M551謝里登輕型戰車/偵查車
- M551謝里登輕型戰車 （页面存档备份，存于）